# Leucemia linfoblastica acuta
La leucemia linfoblastica acuta (LLA) è un eterogeneo sottogruppo di leucemie di natura altamente maligna ad evoluzione rapida, caratterizzate dalla proliferazione incontrollata di cellule immature (blasti) appartenenti alla serie linfocitaria.

## Epidemiologia
La leucemia linfoblastica acuta è un tumore relativamente raro, pari al 9,5% di tutte le leucemie (riferimento al periodo 1998-2002): in media ogni anno 0,7 casi di LLA ogni 100 000 uomini e 0,5 ogni 100 000 donne. La LLA presenta un picco di frequenza nell'età infantile tra i 3 e gli 11 anni, tanto da rappresentare il 75-80% di tutte le leucemie che esordiscono nell'infanzia (età inferiore a 15 anni), e il 60% di tutte le LLA colpisce proprio i bambini della suddetta fascia d'età.
Il rischio di una diagnosi di LLA nel corso della vita (fra 0 e 74 anni) è di 0,6‰ fra i maschi (6 casi ogni 10 000 uomini) e di 0,7‰ fra le femmine (7 casi ogni 10 000 donne).

## Tipologia

### Classificazione morfologica
La FAB, una collaborazione fra USA, Francia e Inghilterra, ha portato fin dal 1976 a una classificazione della Leucemia acuta linfoblastica, di cui si riconoscono 3 tipologie diverse a seconda della morfologia dei blasti:
- L1, presenza di piccoli blasti e con scarso citoplasma.
- L2, con blasti più grandi, di dimensioni variabili.
- L3, con blasti di grande dimensione e con citoplasma intenso.

Fra le varie forme, la L1 è la più diffusa.

### Classificazione fenotipica
La leucemia linfoblastica acuta include due classificazioni in base al fenotipo cellulare che possono essere B o T in base al tipo di linfociti colpiti. Ogni tipo di LLA è a sua volta classificata in base alla maturazione cellulare, il ciò costituisce un importante elemento prognostico ed epidemiologico.
- Leucemia linfoblastica acuta a cellule B
  - LLA Pro-b
  - LLA Pre-b
  - LLA Common (CALLA positivo)
  - LLA B matura (LLA L3, Burkitt like)
- Leucemia linfoblastica acuta a cellule T
  - LLA Pro-T
  - LLA Pre-T
  - LLA T precoce (early T)
  - LLA T corticale

#### Altre classificazioni
- Leucemia linfoblastica acuta con ipereosinofilia
- Leucemia linfoblastica acuta con cellule a specchio
- Leucemia indifferenziata
- Leucemia ibrida

### Classificazione genetica
- Iperdiploidia
- Ipodiploidia
- ETV6-RUNX1
- Riarrangiamento MYC t(8;14) t(2;8) t(8;22)
- TCF3-PBX1 t(1;19)
- MLL-ENL
- HOX11 10q24
- TAL1 1p32
- LYL1 19p13
- HOX11L2 5p35
- Riarrangiamenti MLL
- BCR-ABL1 t(9;22)
- iAMP21
- Delezioni ERG
- Riarrangiamenti CRLF2
- altri

## Eziologia
La causa scatenante rimane sconosciuta, anche se mutazioni derivanti da lesioni al DNA sono sicuramente coinvolte. Rimangono invece conosciuti i fattori di rischio che ne aumentano la possibilità di comparsa, come la sindrome di Bloom, e l'esposizione a sostanze chimiche tossiche come il benzene. Questo semplice solvente non agisce come tale, ma necessita della sua conversione metabolica da parte di enzimi del catabolismo ossidativo. Derivati ossigenati e poli-idrossilati (1-4-idrochinolo, 1-2-4-triidrossibenzene, para-benzochinone) sono le specie responsabili poiché in grado di formare legami covalenti col DNA. La modificazione apportate sono irreversibili e possono diventare mutagene e/o cancerogene se condizionano porzioni di DNA che, per esempio, codificano per oncogeni. La contaminazione organica con isotopi radioattivi, (specie del fosforo, P32, o dello zolfo, S35) che hanno predilezione per i tessuti a rapido ricambio (come il midollo emopoietico) è stata spesso associata alla comparsa di questo tipo di leucemia.

## Sintomatologia
I sintomi e i segni clinici sono astenia, tachicardia, pallore, emorragie, tosse, dispnea, vomito, cefalea, paraplegia, presenza di linfoadenopatie e epatosplenomegalie. In generale, più alto risulta dalle analisi il conteggio dei globuli bianchi nel sangue peggiore è la prognosi.

## Diagnosi
Per diagnosticare la leucemia occorre una semplice analisi ematochimica e una corretta anamnesi sul soggetto, confermata dall'esame del midollo osseo. Il National Cancer Institute (NCI) ha evidenziato i criteri per l'identificazione di tale forma di leucemia, considerando, fra gli altri, età anagrafica, iniziale conteggio dei globuli bianchi e presenza di malattie correlate.

## Prognosi
Le leucemie linfoblastiche acute, nella loro estrema eterogeneità, sono, ad oggi, patologie gravate da una prognosi severa. L'attesa di vita senza trattamento si misura in settimane. Per i pazienti che beneficiano della chemioterapia, la prognosi varia notevolmente a seconda dell'età, delle caratteristiche genetiche delle cellule leucemiche, della malattia minima residua e del numero di remissioni.
I pazienti pediatrici hanno generalmente una prognosi più favorevole, con percentuali di sopravvivenza che toccano l'80% nelle forme a citogenetica favorevole, ma che scendono drammaticamente nelle forme ad alto rischio o in caso di recidiva, soprattutto midollare o composta, in cui i risultati delle terapie sono tutt'oggi deludenti, con percentuali di sopravvivenza attestate attorno al 30%.
I giovani adulti trattati con regimi di ispirazione pediatrica hanno una prognosi generalmente migliore rispetto agli adulti e gli anziani, in cui, a causa soprattutto della alta prevalenza di forme leucemiche a citogenetica sfavorevole, la prognosi rimane estremamente sfavorevole, con percentuali di sopravvivenza spesso inferiori al 30%.

## Terapia
Contro questa forma di leucemia maligna si sono sviluppate terapie che permettono un tasso di sopravvivenza abbastanza considerevole, portando i bambini alla guarigione nella quasi totalità dei casi.
I farmaci utilizzati sono la vincristina, il prednisone e l'idarubicina o, in sostituzione, l'adriamicina. In combinazione viene anche utilizzata la L-asparaginasi. Se la LLA è positiva al cromosoma Philadelphia, circa ⅓ dei casi, vengono impiegati in prima scelta inibitori delle protein-chinasi come imatinib (Gleevec) , dasatinib (Sprycel), nilotinib (Tasigna); altri farmaci sono in via di sperimentazione pre-clinica (vedi la Forodesina). A tale trattamento si sono affiancati altri, fra cui la cosiddetta terapia di consolidamento, in cui i farmaci somministrati sono methotrexate e la citarabina (ARA-C). In alternativa alle antracicline in passato era usata anche l'amsacrina.
L'Agenzia Italiana del Farmaco, il 7 agosto 2019, ha dato il via libera alla rimborsabilità e quindi alla disponibilità in Italia della prima terapia con cellule CAR-T. La nuova terapia (Kymriah) con cellule immunitarie modificate contro i tumori potrà essere utilizzata presso i centri specialistici selezionati dalle Regioni, per i pazienti fino a 25 anni di età con leucemia linfoblastica acuta (LLA) a cellule B.

### Trapianto di midollo osseo
Il trapianto di midollo con somministrazione in precedenza di etoposide in alte dosi per preparare la persona all'intervento, offre nuove speranze ma, essendoci pochi donatori compatibili, deve essere utilizzata quando gli altri trattamenti non forniscono esiti.